# Eduard Robert Rösler
Eduard Robert Rösler (numele se scrie și Roesler; n. 2 martie 1836, Olmütz – d. 19 august 1874, Graz) a fost un istoric din Boemia de etnie germană.
Ocuparea Transilvaniei și apoi Unirea de la 1859 au determinat Imperiul Austriac să caute justificări ale ocupației și să înceapă o „luptă științifică împotriva dreptului românesc”, având printre exponenți pe Rösler.
Cea mai cunoscută lucrare a sa, referitoare la istoria românilor (de unde și așa-zisa „teorie a lui Roesler”) este Romänische Studien. Untersuchungen zur älteren Geschichte Rumäniens („Studii românești. Cercetări asupra istoriei mai vechi a românilor”), publicată în 1871 la Leipzig, în Germania. Rösler continuă și dezvoltă în această lucrare teoriile altor autori, ca de exemplu Franz Josef Sulzer, Josef Karl Eder și Johann Christian von Engel, cu privire la formarea poporului român în regiuni situate în sudul Dunării, fără însă a avea în sprijinul argumentelor lor vreun izvor arheologic sau istoric. Această teorie a fost combătută cu argumente științifice de Alexandru D. Xenopol, Dimitrie Onciul, Vasile Pârvan, Nicolae Iorga și alți istorici români și străini.